# Danny Mann
Danny Mann (Tennessee, 28 de julho de 1951) é um dublador e roteirista norte-americano. 

## Carreira
Mann nasceu no Tennessee e iniciou sua carreira trabalhando como roteirista para programas de televisão. Ele também colaborou com material adicional no roteiro de Oliver & Company (1988), providenciou efeitos vocais especiais para o filme Born to Be Wild (1995) e trabalhou como diretor de dublagem durante a pós-produção de um telefilme dos Muppets intitulado It's a Very Merry Muppet Christmas Movie (2002) e de Shrek 2 (2004).
Um dos trabalhos mais conhecidos de Mann é a dublagem do pato Ferdinand nas versões originais dos filmes Babe e Babe: Pig in the City da Universal Studios; ele também pode ser ouvido em várias animações da Disney/Pixar, Warner Bros., Blue Sky e Dreamworks, tais como Up, Happy Feet, Cloudy with a Chance of Meatballs, Cars, Ice Age: The Meltdown e Monsters, Inc. Além de seus trabalhos no cinema, Mann possui créditos em dublagens de diversas séries de televisão e jogos eletrônicos.

## Filmografia

### Cinema
| Ano     | Título                                             | Papel                             | Notas                                       | Ref.   |
| ------- | -------------------------------------------------- | --------------------------------- | ------------------------------------------- | ------ |
| 1971    | Fiddler on the Roof                                | Aluno de Rabbi                    |                                             | [ 11 ] |
| 1986    | Heathcliff: The Movie                              | Dono do mercado de peixe / Hector | Voz                                         | [ 9 ]  |
| 1988    | Oliver & Company                                   |                                   | Material de história adicional              | [ 5 ]  |
| 1989    | Astérix et le Coup du menhir                       |                                   | Voz; dublagem americana                     | [ 1 ]  |
| 1991    | Rover Dangerfield                                  | Lobo                              | Voz                                         | [ 9 ]  |
| 1992    | Little Nemo: Adventures in Slumberland             | Icarus                            | Voz                                         | [ 9 ]  |
| 1992    | FernGully: The Last Rainforest                     | Ash / voz de despacho             | Voz                                         | [ 9 ]  |
| 1994    | Thumbelina                                         | Mozo                              | Voz                                         | [ 9 ]  |
| 1995    | Pocahontas                                         | Percy                             | Voz                                         | [ 9 ]  |
| 1995    | Balto                                              | Kaltag                            | Voz                                         | [ 9 ]  |
| 1995    | Babe                                               | Ferdinand                         | Voz                                         | [ 9 ]  |
| 1995    | Alien Encounter                                    | Skippy                            | Voz                                         | [ 9 ]  |
| 1995    | Born to Be Wild                                    |                                   | Efeitos vocais especiais                    | [ 12 ] |
| 1998    | Pocahontas II: Journey to a New World              | Percy                             | Diretamente em vídeo; voz                   | [ 4 ]  |
| 1998    | Babe: Pig in the City                              | Ferdinand / Tug                   | Voz; também vozes adicionais                | [ 9 ]  |
| 1998    | Quest for Camelot                                  |                                   | Vozes adicionais                            | [ 9 ]  |
| 1998    | The Land Before Time VI: The Secret of Saurus Rock | Alossauro                         | Voz                                         | [ 9 ]  |
| 1999    | Bartok the Magnificent                             | Chefe cossaco                     | Voz                                         | [ 9 ]  |
| 1999    | Tarzan                                             | Bebê Babboon                      | Voz                                         | [ 9 ]  |
| 2000    | The Emperor's New Groove                           |                                   | Vozes adicionais                            | [ 9 ]  |
| 2001    | Monsters, Inc.                                     |                                   | Vozes adicionais                            | [ 9 ]  |
| 2001    | Osmosis Jones                                      |                                   | Vozes adicionais                            | [ 9 ]  |
| 2001    | Cats & Dogs                                        | Gato ninja                        | Voz                                         | [ 9 ]  |
| 2001    | The Land Before Time VIII: The Big Freeze          | Albertossauro                     | Voz; não creditado                          | [ 11 ] |
| 2003    | Charlotte's Web 2: Wilbur's Great Adventure        | Sr. Hirsch                        | Diretamente em vídeo; voz                   | [ 1 ]  |
| 2003    | Looney Tunes: Back in Action                       | Cão robô / Carro espião           | Voz                                         | [ 9 ]  |
| 2003    | Finding Nemo                                       |                                   | Voz adicional                               | [ 9 ]  |
| 2004    | Dawn of the Dead                                   |                                   | ADR (grupo)                                 | [ 9 ]  |
| 2004    | Shrek 2                                            |                                   | ADR (grupo)                                 | [ 9 ]  |
| 2004    | The Nutcracker and the Mouse King                  | Cozinheiro / Sultão               | Voz                                         | [ 9 ]  |
| 2005    | Disaster!                                          | Jean-Paul Bidget                  | Voz                                         | [ 2 ]  |
| 2006    | Cars                                               |                                   | Vozes adicionais                            | [ 5 ]  |
| 2006    | Ice Age: The Meltdown                              |                                   | Vozes adicionais                            | [ 5 ]  |
| 2006    | The Wild                                           |                                   | Vozes adicionais                            | [ 5 ]  |
| 2006    | Happy Feet                                         | Dino, pinguim do zoológico        | Voz                                         | [ 5 ]  |
| 2006    | Open Season                                        | Serge                             | Voz                                         | [ 5 ]  |
| 2007    | Surf's Up                                          |                                   | Vozes adicionais                            | [ 5 ]  |
| 2008    | Horton Hears a Who!                                |                                   | Vozes adicionais                            | [ 5 ]  |
| 2008    | Gake no ue no Ponyo                                | Guarda da ponte                   | Voz                                         | [ 9 ]  |
| 2008    | Open Season 2                                      | Serge                             | Voz                                         | [ 9 ]  |
| 2008-14 | Cars Toons                                         |                                   | Série de curtas-metragens; vozes adicionais | [ 11 ] |
| 2009    | Up                                                 | Operário Steve                    | Voz                                         | [ 9 ]  |
| 2009    | Cloudy with a Chance of Meatballs                  |                                   | Vozes adicionais                            | [ 9 ]  |
| 2010    | Toy Story 3                                        |                                   | Vozes adicionais                            | [ 13 ] |
| 2010    | Open Season 3                                      | Serge                             | Voz                                         | [ 9 ]  |
| 2011    | Happy Feet Two                                     | Brokebeak                         | Voz                                         | [ 9 ]  |
| 2011    | Small Fry                                          |                                   | Curta-metragem; voz                         | [ 14 ] |
| 2012    | Kid Icarus                                         | Thanatos                          | Curta-metragem; voz                         | [ 3 ]  |
| 2012    | Partysaurus Rex                                    |                                   | Curta-metragem; vozes adicionais            | [ 4 ]  |
| 2012    | The Lorax                                          |                                   | Vozes adicionais                            | [ 9 ]  |
| 2013    | Despicable Me 2                                    |                                   | Vozes adicionais                            | [ 9 ]  |
| 2013    | Monsters University                                |                                   | Vozes adicionais                            | [ 9 ]  |
| 2013    | Planes                                             | Sparky                            | Voz; também vozes adicionais                | [ 9 ]  |
| 2013    | The House of Magic                                 | Dimitri                           | Voz                                         | [ 4 ]  |
| 2014    | Planes: Fire & Rescue                              | Sparky                            | Voz                                         | [ 9 ]  |
| 2015    | Inside Out                                         |                                   | Vozes adicionais                            | [ 9 ]  |
| 2015    | Minions                                            |                                   | Vozes adicionais                            | [ 9 ]  |
| 2016    | The Secret Life of Pets                            |                                   | Vozes adicionais                            | [ 9 ]  |
| 2016    | Norman Television                                  | Harold                            | Curta-metragem; voz                         | [ 11 ] |
| 2017    | Despicable Me 3                                    |                                   | Vozes adicionais                            | [ 9 ]  |
| 2018    | The Grinch                                         |                                   | Vozes adicionais                            | [ 9 ]  |
| 2021    | Sing 2                                             |                                   | Vozes adicionais                            | [ 13 ] |

### Televisão
| Ano     | Título                                         | Papel                                        | Notas                                                | Ref.   |
| ------- | ---------------------------------------------- | -------------------------------------------- | ---------------------------------------------------- | ------ |
| 1979    | Scooby-Doo and Scrappy-Doo                     |                                              | Vozes adicionais                                     | [ 15 ] |
| 1982    | The Scooby & Scrappy-Doo/Puppy Hour            |                                              | Vozes adicionais                                     | [ 9 ]  |
| 1982    | The Gary Coleman Show                          |                                              | Vozes adicionais                                     | [ 9 ]  |
| 1982    | The Smurfs                                     |                                              | Vozes adicionais                                     | [ 16 ] |
| 1984    | Transformers                                   | Cloudraker / Freeway / Lightspeed-Spoilsport | Voz                                                  | [ 12 ] |
| 1984-87 | Heathcliff and the Cattilac Cats               | Hector / dono do mercado de peixe            | Voz                                                  | [ 12 ] |
| 1986    | Galaxy High School                             | Creep                                        | Voz                                                  | [ 12 ] |
| 1986    | Popples                                        | Punkster / Putter / PC                       | Voz                                                  | [ 12 ] |
| 1986    | Liberty and the Littles                        |                                              | Especial; voz                                        | [ 12 ] |
| 1986    | My Little Pony and Friends                     |                                              | Vozes adicionais                                     | [ 9 ]  |
| 1987    | The Jetsons                                    |                                              | Vozes adicionais                                     | [ 9 ]  |
| 1987    | DuckTales                                      | Beagle do interior                           | Episódio: "Ducky Mountain High"; voz                 | [ 9 ]  |
| 1987    | Lady Lovelylocks and the Pixietails            | Gnomo pente / Strongheart / Príncipe         | Voz                                                  | [ 17 ] |
| 1987    | The Little Wizards                             |                                              | Voz                                                  | [ 18 ] |
| 1988    | Friday the 13th: The Series                    | Oscar                                        | Voz                                                  | [ 19 ] |
| 1988    | Mad Scientist                                  | Vários                                       | Voz                                                  | [ 3 ]  |
| 1988    | Fantastic Max                                  |                                              | Vozes adicionais                                     | [ 9 ]  |
| 1988    | Superman                                       |                                              | Vozes adicionais                                     | [ 9 ]  |
| 1988-89 | The Real Ghostbusters                          | Bud / Luigi                                  | Voz                                                  | [ 9 ]  |
| 1989    | The Further Adventures of SuperTed             | Major Billy Bob                              | Episódio: "Phantom of the Grand Ol' Opry"; voz       | [ 9 ]  |
| 1989    | Camp Candy                                     | Chester                                      | Voz                                                  | [ 12 ] |
| 1989    | Hard Time on Planet Earth                      | Controle                                     | Voz                                                  | [ 12 ] |
| 1990    | Zazoo U                                        | Rarf                                         | Voz                                                  | [ 12 ] |
| 1990    | Captain Planet and the Planeteers              |                                              | Vozes adicionais                                     | [ 15 ] |
| 1990    | Bobby's World                                  |                                              | Vozes adicionais                                     | [ 9 ]  |
| 1990    | Kid 'n Play                                    | Hairy                                        | Voz                                                  | [ 9 ]  |
| 1990    | TaleSpin                                       | Vários personagens                           | 8 episódios; voz                                     | [ 9 ]  |
| 1990    | Madeline                                       |                                              | Vozes adicionais                                     | [ 9 ]  |
| 1991    | Yo Yogi!                                       |                                              | Vozes adicionais                                     | [ 9 ]  |
| 1991    | Mother Goose and Grimm                         |                                              | Vozes adicionais                                     | [ 20 ] |
| 1991    | Rugrats                                        |                                              | Vozes adicionais                                     | [ 15 ] |
| 1991    | Darkwing Duck                                  | J. Gander Hooter                             | Episódio: "Just Us Justice Ducks: Part 1"; voz       | [ 12 ] |
| 1991    | Little Dracula                                 | No Eyes / Twin-Beaks                         | Voz                                                  | [ 12 ] |
| 1991    | Land of the Lost                               | Tasha                                        | Voz                                                  | [ 12 ] |
| 1991    | Fievel's American Tails                        | Cachorro                                     | Voz                                                  | [ 12 ] |
| 1991    | Back to the Future: The Animated Series        | Einstein                                     | Voz                                                  | [ 12 ] |
| 1992    | Batman: The Animated Series                    | DJ do rádio                                  | Episódio: "Cat Scratch Fever"; voz                   | [ 12 ] |
| 1992    | Wild West: Cowboys of Moo Mesa                 | Boothill Buzzard                             | Voz                                                  | [ 12 ] |
| 1993    | Family Dog                                     | Family Dog                                   | Voz                                                  | [ 12 ] |
| 1993    | The Legend of Prince Valiant                   | Homem / papagaio                             | Voz                                                  | [ 21 ] |
| 1993    | Marsupilami                                    |                                              | Vozes adicionais                                     | [ 9 ]  |
| 1993    | All-New Dennis the Menace                      |                                              | Vozes adicionais                                     | [ 14 ] |
| 1993    | Problem Child                                  |                                              | Vozes adicionais                                     | [ 15 ] |
| 1993    | The Pink Panther                               |                                              | Vozes adicionais                                     | [ 15 ] |
| 1993-95 | Sonic the Hedgehog                             |                                              | Vozes adicionais                                     | [ 15 ] |
| 1994    | Where on Earth Is Carmen Sandiego?             |                                              | Vozes adicionais                                     | [ 15 ] |
| 1994    | The Tick                                       | Vários                                       | Voz                                                  | [ 9 ]  |
| 1994    | Aladdin                                        |                                              | Vozes adicionais                                     | [ 9 ]  |
| 1994-97 | Duckman                                        |                                              | Vozes adicionais                                     | [ 12 ] |
| 1995    | Here Comes the Bride... There Goes the Groom   |                                              | Especial; voz                                        | [ 12 ] |
| 1995    | AAAHH!!! Real Monsters                         | Capitão Parker / A.G. Bell / Rei Slurg       | Voz                                                  | [ 3 ]  |
| 1995    | The Mask: The Animated Series                  |                                              | Vozes adicionais                                     | [ 9 ]  |
| 1995    | Shnookums and Meat Funny Cartoon Show          |                                              | Vozes adicionais                                     | [ 9 ]  |
| 1995    | Earthworm Jim                                  | Archbug                                      | 2 episódios; voz                                     | [ 9 ]  |
| 1995    | Skeleton Warriors                              | Daggar                                       | Voz                                                  | [ 12 ] |
| 1995    | Twas the Night before Bumpy                    | Phil Silverfish                              | Telefilme; voz                                       | [ 12 ] |
| 1996    | The Greatest Shows You Never Saw               | Narrador                                     | Especial                                             | [ 12 ] |
| 1996    | Here Comes the Bride... There Goes the Groom 2 | Voice-overs cômicos                          | Especial                                             | [ 12 ] |
| 1996    | The Twisted Tales of Felix the Cat             |                                              | Voz                                                  | [ 12 ] |
| 1996    | Totally Animals II                             |                                              | Especial; voz                                        | [ 12 ] |
| 1996    | All Dogs go to Heaven: The Series              |                                              | Vozes adicionais                                     | [ 15 ] |
| 1996    | Jumanji                                        | Macaco                                       | Vozes adicionais                                     | [ 22 ] |
| 1996    | C-Bear and Jamal                               | Sooner                                       | Voz                                                  | [ 23 ] |
| 1996    | Project G.E.E.K.E.R.                           | Redjack                                      | Voz                                                  | [ 24 ] |
| 1997    | Space Goofs                                    | Gorgious Klaatu                              | Voz                                                  | [ 9 ]  |
| 1997    | Channel Umptee-3                               |                                              | Vozes adicionais                                     | [ 9 ]  |
| 1997    | Men in Black: The Series                       |                                              | Vozes adicionais                                     | [ 9 ]  |
| 1997    | Cybill                                         | Big Duck                                     | Episódio: "Halloween"; voz                           | [ 12 ] |
| 1997    | Spicy City                                     |                                              | Episódio: "Raven's Revenge"; voz                     | [ 12 ] |
| 1997    | The Tony Danza Show                            | Anunciante / editor                          | Especial; voz                                        | [ 12 ] |
| 1998    | Men in White                                   | Alien 1                                      | Telefilme; voz                                       | [ 3 ]  |
| 1998    | The Wild Thornberrys                           | Hiena velha / voz da fundação                | Episódio piloto; voz                                 | [ 19 ] |
| 1999    | Hey Arnold!                                    | Coronel / Sargento                           | Voz                                                  | [ 12 ] |
| 1999    | Rayman: The Animated Series                    | Sir Rigatoni / Lac-Mac                       | Voz                                                  | [ 3 ]  |
| 1999    | The Kids from Room 402                         |                                              | Episódio: "Son of Einstein"; voz                     | [ 25 ] |
| 2001-02 | Time Squad                                     | Vários                                       | 3 episódios; voz                                     | [ 12 ] |
| 2001-02 | Samurai Jack                                   | Ancião / Kartok / Soldado                    | 2 episódios; voz                                     | [ 12 ] |
| 2002    | Oh Yeah! Cartoons                              | Dr. Toothinstein                             | Episódio: "Elise: Mere Mortal"; voz                  | [ 12 ] |
| 2002    | As Told by Ginger                              | Sr. Blauer                                   | Episódio: "Ginger's Solo"; voz                       | [ 26 ] |
| 2002    | Jackie Chan Adventures                         |                                              | Voz                                                  | [ 2 ]  |
| 2002    | Ozzy & Drix                                    | Rudy                                         | Episódio: "The Globfather"; voz                      | [ 3 ]  |
| 2002    | It's a Very Merry Muppet Christmas Movie       |                                              | Telefilme; loop de grupo                             | [ 9 ]  |
| 2004    | Danny Phantom                                  | Amorpho                                      | Episódio: "Forever Phantom"; voz                     | [ 9 ]  |
| 2004    | The Grim Adventures of Billy & Mandy           | Cerberus                                     | Voz                                                  | [ 27 ] |
| 2004    | Stroker and Hoop                               | Flip / Anunciante de rádio                   | Voz                                                  | [ 3 ]  |
| 2004    | Party Wagon                                    | Three-Eyed Jack / Wall-Eyed Tom              | Telefilme; voz                                       | [ 3 ]  |
| 2004    | What's New, Scooby-Doo?                        |                                              | Episódio: "Uncle Scooby and Antarctica"; voz         | [ 28 ] |
| 2005    | Danger Rangers                                 | Dudek Brayski / Fran Teek Brayski            | Episódio: "Wet and Wild"; voz                        | [ 9 ]  |
| 2006    | W.I.T.C.H.                                     | Gato / Rã / Papagaio                         | Episódio: "M Is for Mercy"; voz                      | [ 29 ] |
| 2006    | VeggieTales                                    |                                              | Episódio: "Dr. Jiggle and Mr. Sly"; vozes adicionais | [ 30 ] |
| 2009    | Back at the Barnyard                           |                                              | Episódio: "Aliens!!!"; vozes adicionais              | [ 19 ] |
| 2010    | The Avengers: Earth's Mightiest Heroes         | Mad Thinker                                  | Voz                                                  | [ 9 ]  |
| 2014    | Curious George                                 | Howie, o porco                               | Episódio: "Curious George Hog Trainer"; voz          | [ 31 ] |

### Jogos eletrônicos
| Ano  | Título                                       | Papel                                     | Notas            | Ref.   |
| ---- | -------------------------------------------- | ----------------------------------------- | ---------------- | ------ |
| 1995 | Shannara                                     | Vários                                    | Voz              | [ 3 ]  |
| 1999 | Y2K: The Game                                | Computador principal                      | Voz              | [ 32 ] |
| 2001 | Stupid Invaders                              | Gorgious                                  | Voz              | [ 33 ] |
| 2004 | GoldenEye: Rogue Agent                       |                                           | Vozes adicionais | [ 3 ]  |
| 2005 | True Crime: New York City                    | Tony                                      | Voz              | [ 34 ] |
| 2005 | Crash Tag Team Racing                        | Von Clutch                                | Voz              | [ 9 ]  |
| 2005 | Ultimate Spider-Man                          |                                           | Vozes adicionais | [ 9 ]  |
| 2006 | Gothic 3                                     |                                           | Vozes adicionais | [ 35 ] |
| 2006 | Open Season                                  | Serge / Caçador 1                         | Voz              | [ 3 ]  |
| 2007 | The Darkness                                 | Abe Hunter / Charlie Hazelgrove           | Voz              | [ 36 ] |
| 2007 | Spider-Man 3                                 |                                           | Vozes adicionais | [ 9 ]  |
| 2007 | Crash of the Titans                          |                                           | Vozes adicionais | [ 9 ]  |
| 2007 | The Golden Compass                           | Gípcio / Técnico de laboratório / Mordomo | Voz              | [ 9 ]  |
| 2007 | Ratchet & Clank Future: Tools of Destruction | Pirata 3                                  | Voz              | [ 9 ]  |
| 2009 | Marvel: Ultimate Alliance 2                  | Wizard                                    | Voz              | [ 9 ]  |
| 2012 | Kid Icarus: Uprising                         | Hewdraw / Thanatos                        | Voz              | [ 9 ]  |